# Capilla Sixtina
La Capilla Sixtina es una capilla del Palacio Apostólico de la Ciudad del Vaticano, la residencia oficial del papa. Se trata de la estancia más conocida del conjunto palaciego.
Originalmente servía como capilla de la fortaleza vaticana. Conocida anteriormente como Cappella Magna, toma su nombre del papa Sixto IV, quien ordenó su restauración entre 1477 y 1480. Desde entonces la capilla ha servido para celebrar diversos actos y ceremonias papales. Actualmente es la sede del cónclave, la reunión en la que los cardenales electores del Colegio Cardenalicio eligen a un nuevo papa. La fama de la Capilla Sixtina se debe principalmente a su decoración al fresco, y especialmente a la bóveda y el testero, con El Juicio Final, ambas obras de Miguel Ángel.
Durante el pontificado de Sixto IV, un grupo de pintores renacentistas que incluía a Sandro Botticelli, Pietro Perugino, Pinturicchio, Domenico Ghirlandaio, Cosimo Rosselli y Luca Signorelli realizó dos series de paneles al fresco sobre la vida de Moisés (a la izquierda del altar, mirando hacia El Juicio Final) y la de Jesucristo (a la derecha del altar), acompañadas por retratos de los papas que habían gobernado la Iglesia hasta entonces en la zona superior y por cortinas pintadas con trampantojo en la zona inferior.
Las pinturas fueron concluidas en 1482, y el 15 de agosto de 1483, con motivo de la festividad de la Asunción, Sixto IV celebró la primera misa en la capilla y la consagró a la Virgen María.
Entre 1508 y 1512, por encargo del papa Julio II, Miguel Ángel decoró la bóveda, creando una obra de arte sin precedentes que cambiaría el curso del arte occidental. Años después, tras el Saco de Roma, pintó también El Juicio Final en la pared del altar entre 1536 y 1541 para los papas Clemente VII y Paulo III. Más de cinco siglos después, los frescos de Miguel Ángel siguen atrayendo a multitud de visitantes a la capilla, y son considerados una de las obras cumbre de la historia de la pintura.

## Historia
La función principal de la Capilla Sixtina es la de servir de sede de la Capilla Pontificia uno de los dos órganos de la Casa Pontificia, llamada Corte Pontificia (Pontificalis Aula) hasta 1968. En la época de Sixto IV, a finales del siglo XV, este órgano estaba formado por unas 200 personas, incluyendo a clérigos, oficiales de la Santa Sede y laicos distinguidos. Había 50 ocasiones a lo largo del año establecidas por el calendario papal en las que la Capilla Pontificia al completo debía reunirse. De esas 50 ocasiones, 35 eran misas, de las cuales ocho eran celebradas en basílicas, generalmente en San Pedro, y a ellas asistían numerosos fieles. Estas misas incluían la de Navidad y la de Pascua, en las que el propio papa era el celebrante. Las otras 27 misas podían ser celebradas en un espacio más pequeño e íntimo, para lo cual era usada la Capella Maggiore, antes de ser reconstruida como actual Capilla Sixtina.

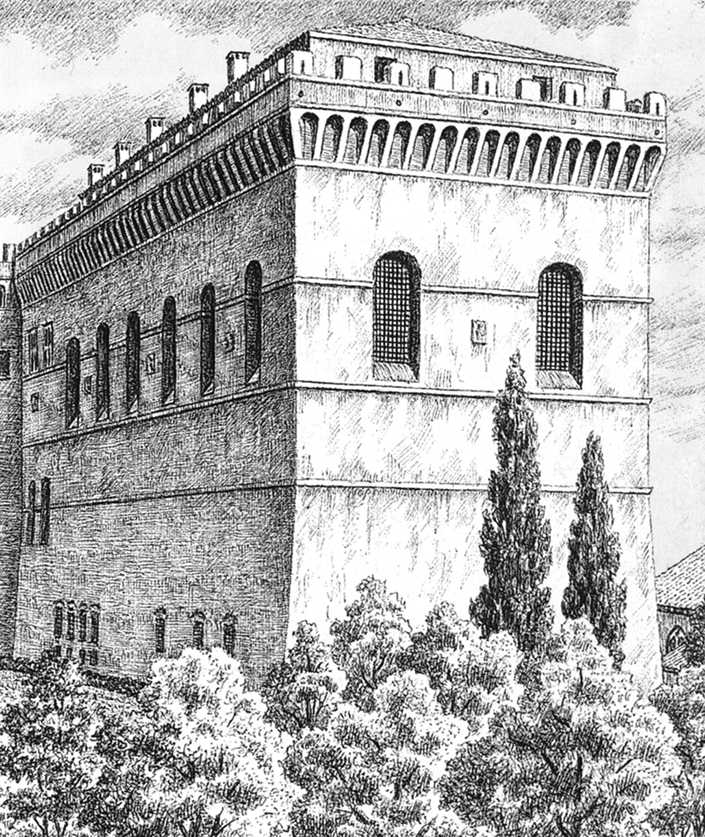
Dibujo del que muestra el posible aspecto de la Capilla Sixtina en el.

La Cappella Maggiore recibió su nombre (capilla magna) del hecho de que existía otra capilla también usada por el papa y su séquito para el culto diario. En la época de Sixto IV, esta era la capilla Nicolina, que toma su nombre del papa Nicolás V y que había sido decorada por Fra Angelico. Está documentado que la Cappella Maggiore  ya existía en 1368. Según un comunicado de Andreas de Trebisonda a Sixto IV, en el momento de su demolición para dar paso a la capilla actual, la Cappella Maggiore estaba en estado de ruina, con las paredes inclinadas.
La capilla actual, situada en el lugar que ocupaba la Cappella Maggiore, fue diseñada por Baccio Pontelli para Sixto IV, de quien toma su nombre, y construida bajo la supervisión del arquitecto Giovanni de Dolci entre 1473 y 1481. Una vez terminada, la capilla fue decorada con frescos de algunos de los más famosos artistas del Alto Renacimiento, lo que la convirtió en un lugar privilegiado para el arte.
La primera misa en la Capilla Sixtina fue celebrada el 15 de agosto de 1483, fiesta de la Asunción de María, y en esa ceremonia la capilla fue consagrada y dedicada a la misma Virgen María.
La Capilla Sixtina ha mantenido sus funciones hasta el día de hoy, y continúa siendo la sede de los eventos importantes del calendario papal, a menos que el Papa esté de viaje. Por ejemplo, en ella se celebra cada año una misa con motivo de la fiesta del Bautismo del Señor, durante la cual el Santo Padre imparte el bautismo a los recién nacidos. En algunas ocasiones especiales, también allí se celebra la misa papal con el Colegio Cardenalicio o la Casa Pontificia reunidos en pleno, y en otras ocasiones se cantan vísperas solemnes con la presencia del papa.
Hay un coro permanente, la Capilla Musical Pontificia, schola cantorum o escolanía de la Capilla Sixtina, para el que se han compuesto algunas piezas originales, siendo la más famosa el Miserere  de Gregorio Allegri.
Dos importantes encuentros de artistas con el papa tuvieron lugar en la Capilla Sixtina. El 7 de mayo de 1964, Pablo VI convocó allí una misa con artistas. En su discurso final, subrayó la íntima vinculación entre arte y religión, y ofreció a los artistas una alianza de amistad. El 21 de noviembre de 2009, en la Capilla Sixtina se reunieron más de 260 artistas con Benedicto XVI. Su alocución fue una reflexión sobre la belleza poniendo el ejemplo del fresco El Juicio Final de Miguel Ángel.

### Cónclave papal
Una de las funciones principales de la Capilla Sixtina es la de sede del cónclave del Colegio cardenalicio, en el que se elige al papa. Durante el cónclave, se instala una chimenea en el tejado de la capilla, y el humo, al ser visto desde la plaza de San Pedro, actúa como una señal. Si sale humo blanco (fumata blanca), formado al quemarse en una estufa las papeletas de la elección, significa que el cónclave ha finalizado y que se ha elegido a un nuevo papa.

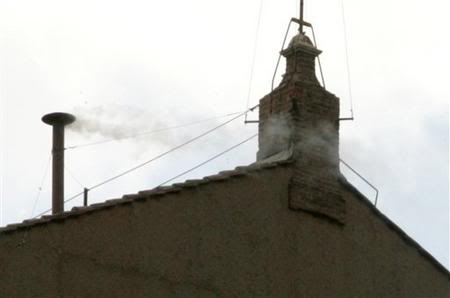
Fumata blanca

Si ningún candidato obtiene la mayoría (dos tercios de los votos), sale humo negro (fumata negra), formado al quemarse las papeletas junto con paja húmeda y algunos productos químicos, que indica que todavía no ha habido una elección satisfactoria.

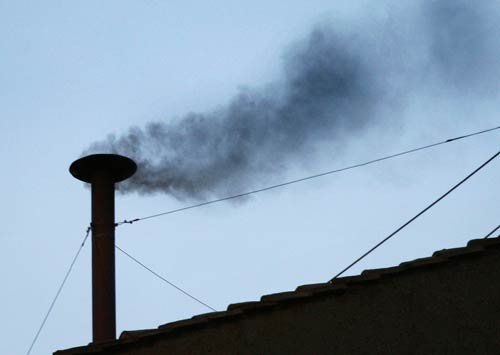
Fumata negra

El primer cónclave celebrado en la Capilla Sixtina fue el de 1492, en el que fue elegido papa Alejandro VI.
El cónclave también proporciona a los cardenales un lugar en el que pueden oír misa, comer, dormir y pasar el tiempo asistidos por sirvientes. Los cónclaves han sido celebrados en el Vaticano desde 1455 (desde 1878 siempre en la Capilla Sixtina). Hasta el Cisma de Oriente se celebraban en la basílica dominica de Santa Maria sopra Minerva.
Desde 1996, la Constitución Apostólica Universi Dominici Gregis de Juan Pablo II establece que los cardenales se alojen en la Domus Sanctae Marthae durante el cónclave, pero que las votaciones se realicen en la Capilla Sixtina.
Antiguamente, todos los cardenales electores usaban un palio durante el cónclave como signo de equivalente dignidad. Después de que el nuevo papa aceptaba su elección y daba su nuevo nombre, los cardenales tiraban de una cuerda atada a sus asientos para bajar sus palios en señal de respeto y obediencia al elegido. Hasta las reformas establecidas por San Pío X, los palios eran de diferentes colores para distinguir a los cardenales nombrados por cada papa. Pablo VI abolió el uso de los palios debido a que, durante su papado, el número de miembros del Colegio Cardenalicio había aumentado hasta el punto de que tenían que sentarse en dos filas, y los palios obstruían la visión de los cardenales de la fila trasera. 
Para preservar el pavimento de mármol de la Capilla Sixtina, cuando va a celebrarse un cónclave, los carpinteros instalan una tarima flotante de madera que cubre todo el suelo de la capilla, además de una rampa en la entrada para los cardenales que necesiten desplazarse en silla de ruedas.

## Arquitectura

### Estructura

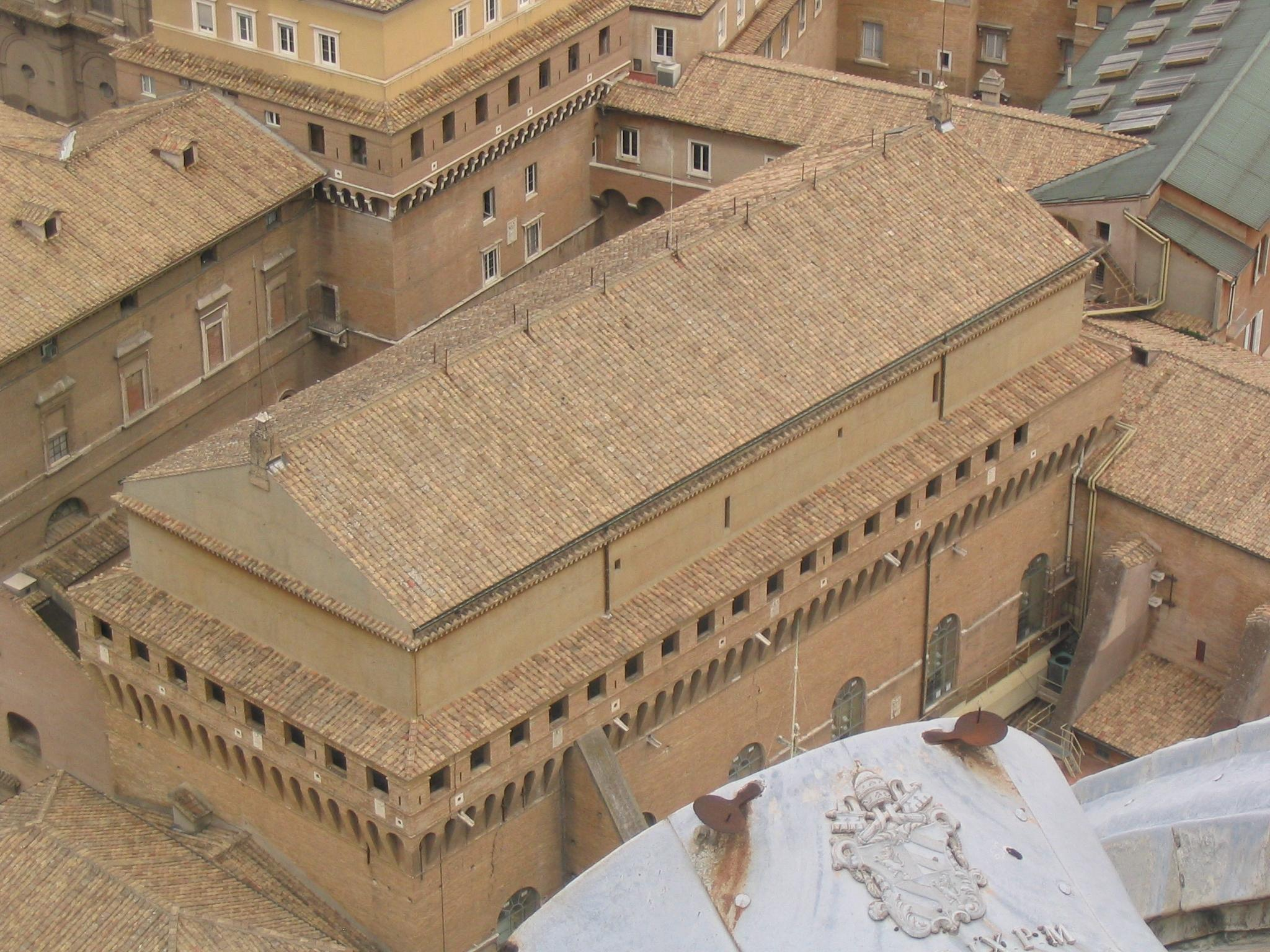
Vista exterior de la Capilla Sixtina.

La capilla es un edificio alto y rectangular, y sus medidas exactas son difíciles de determinar, ya que solo se conocen las del interior: 40,9 metros de largo por 13,4 metros de ancho, las dimensiones del Templo de Salomón según el Antiguo Testamento.
El exterior no tiene adornos arquitectónicos ni escultóricos, como es común en muchas iglesias medievales y renacentistas de Italia. No tiene fachada principal ni entradas exteriores; solo se puede acceder a través del interior del Palacio Apostólico, y el exterior solo es visible desde las ventanas de alrededor y desde patios interiores del palacio. El hundimiento y agrietamiento de la mampostería también ha afectado al edificio, y ha requerido la construcción de grandes contrafuertes que refuercen las paredes exteriores. La construcción de otros edificios contiguos también ha alterado el aspecto original del exterior. 
El espacio interno está dividido en tres niveles, de los cuales el inferior es un sótano alto con varias ventanas utilitarias y un acceso al patio exterior. El sótano está cubierto por una robusta bóveda que sustenta la capilla. Encima está el espacio principal, la Capilla Sixtina, cuya bóveda está a una altura de 20,7 metros. El edificio tenía seis ventanas altas y arqueadas en cada lado y dos en cada extremo, pero algunas de ellas han sido tapiadas. Sobre la capilla hay otra planta con salones para la Guardia Suiza Pontificia. En esta planta se construyó una pasarela al aire libre que sobresalía de la fachada y rodeaba el edificio, sustentada por una arcada que surge de las paredes. Esta pasarela ha sido cubierta, pues originaba goteras en la bóveda de la capilla.

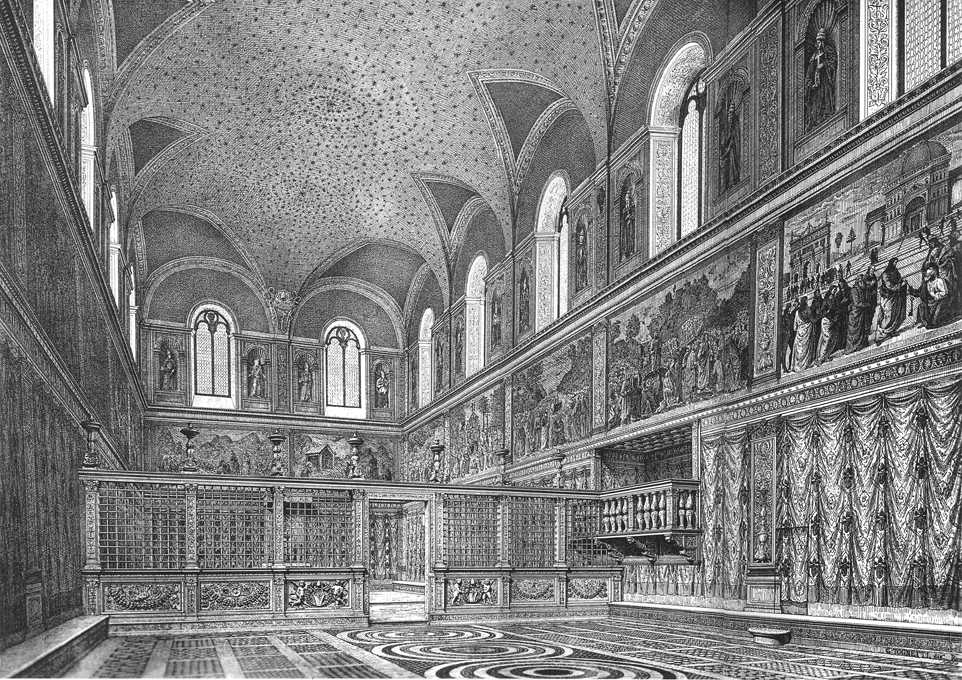
Grabado del que muestra el aspecto de la Capilla Sixtina a finales del, antes de la intervención de Miguel Ángel.

### Interior
Las proporciones del interior de la capilla utilizan la longitud como medida de referencia: dividida por tres da el ancho y dividida por dos da la altura. Para mantener la proporción, había seis ventanas a cada lado y dos en cada extremo. Las proporciones claramente definidas fueron una característica de la arquitectura renacentista y reflejaban el creciente interés en la herencia clásica de Grecia y Roma. 

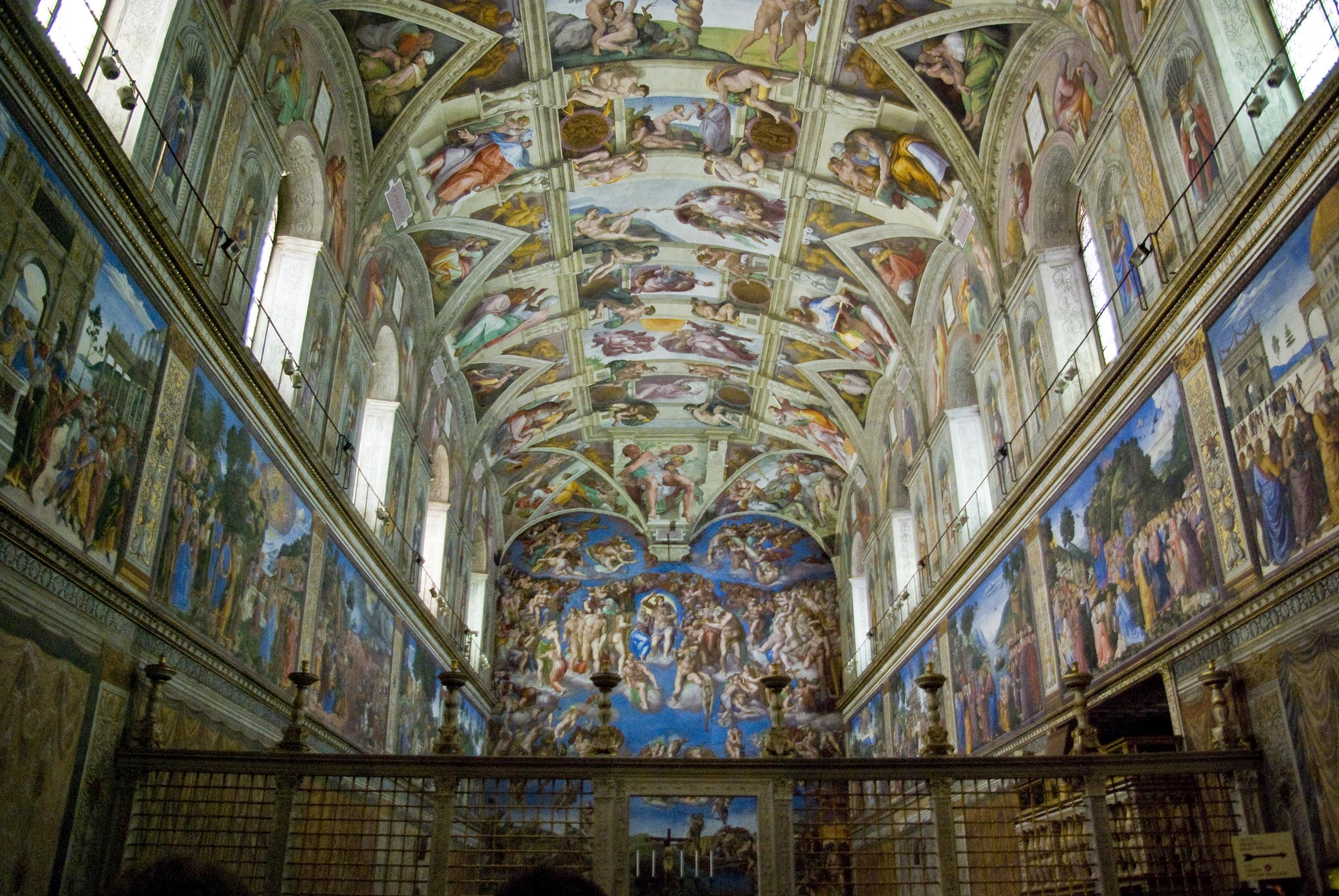
Interior de la Capilla Sixtina.

El techo de la capilla es una bóveda de cañón rebajada, con lunetos que rodean los arcos de las ventanas. La bóveda está cortada en sentido transversal por pequeñas bóvedas formadas sobre cada ventana, que la dividen en su nivel inferior en una serie de pechinas elevadas sobre pilastras situadas entre las ventanas. La bóveda de cañón estaba pintada originalmente de color azul brillante con estrellas doradas, según un diseño de Piermatteo da Amelia. El pavimento es de cosmatesco, un estilo decorativo que usa mármol y piedra coloreada en un diseño que refleja la proporción que existía antiguamente en la división del interior y también marca el camino procesional desde la puerta principal, utilizado por el papa en ocasiones importantes, como el Domingo de Ramos.
La mampara o transenna de mármol, obra de Mino da Fiesole, Andrea Bregno y Giovanni Dalmata divide la capilla en dos partes. Originalmente estaba situada en el centro de la capilla, dejando el mismo espacio para los miembros de la Capilla Pontificia, en el lado del altar, y para los peregrinos y los ciudadanos al otro lado. Sin embargo, al crecer el número de asistentes del papa, la mampara fue movida reduciendo la zona de los fieles. La transenna está coronada por una hilera de candeleros ornamentados, antiguamente dorados, y tiene una puerta de madera, que sustituye a una antigua puerta ornamental de hierro forjado dorado. Los escultores de la transenna también crearon la cantoria o púlpito para el coro.

## Decoración

### Historia

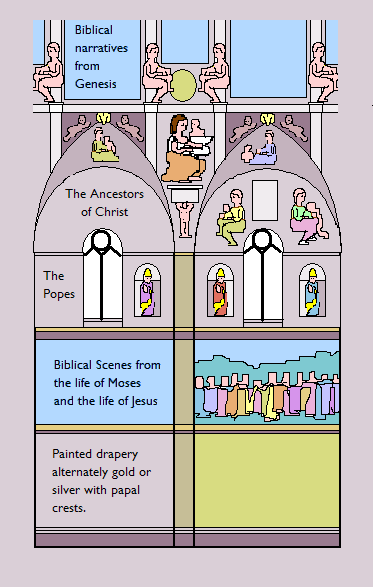
Diagrama de la decoración de las paredes y el techo de la Capilla Sixtina.

La primera etapa de la decoración de la Capilla Sixtina fue la pintura de la bóveda en azul cielo, salpicado de estrellas doradas, y con bordes decorativos alrededor de los detalles arquitectónicos de las pechinas. Esta decoración fue sustituida por la obra de Miguel Ángel.
Del diseño actual, la primera parte fue la decoración de las paredes laterales, que están divididas en tres secciones. En la sección central hay dos series de paneles que se complementan entre sí: La Vida de Moisés en la pared norte y La Vida de Cristo en la pared sur. Fueron encargadas en 1480 por Sixto IV y realizadas por Perugino, Ghirlandaio, Botticelli y Cosimo Rosselli junto a algunos de sus aprendices. Es posible que el proyecto fuera supervisado por Perugino, cuyo trabajo fue anterior al de los florentinos. También es posible que la contratación de Ghirlandaio, Botticelli y Roselli fuera una forma de reconciliación entre Lorenzo de Médici, líder de facto de Florencia, y Sixto IV. Los tres florentinos empezaron a trabajar en la Capilla Sixtina en la primavera de 1481.
Bajo los frescos de La Vida de Moisés y La Vida de Cristo, la parte inferior de las paredes está decorada con cortinajes de oro y plata pintados en trampantojo. Sobre los frescos de las Vidas, la parte superior está dividida en dos zonas. En la zona inferior, entre las ventanas, hay una Galería de Papas, pintada al mismo tiempo que las Vidas. Sobre de los arcos de las ventanas están los lunetos, donde se encuentran los Antepasados de Cristo, pintados por Miguel Ángel como parte de la decoración de la bóveda.
La decoración de la bóveda fue encargada por Julio II y realizada por Miguel Ángel entre 1508 y 1512. Originalmente, el encargo consistía en pintar a los doce apóstoles en las pechinas que sustentan la bóveda; sin embargo, Miguel Ángel exigió tener carta blanca en el diseño de la decoración. En la parte central de la bóveda pintó una serie de nueve escenas del Génesis que muestran La Creación, La Relación de Dios con la Humanidad y La Caída del Hombre. En las pechinas están pintados doce hombres y mujeres, los profetas y las sibilas, que profetizaron que Dios enviaría a Jesucristo para la salvación de la humanidad. En los lunetos situados sobre las ventanas están pintados los Antepasados de Cristo.
En 1515, Rafael recibió el encargo de León X de diseñar una serie de diez tapices para colgar en la zona inferior de las paredes. Los tapices representan episodios de la Vida de San Pedro y la Vida de San Pablo tal y como las describen los Evangelios y los Hechos de los Apóstoles. El trabajo comenzó a mediados de 1515. Debido a su gran tamaño, los tapices fueron fabricados en Bruselas a lo largo de cuatro años, por los tejedores del taller de Pieter van Aelst. Los tapices de Rafael fueron expoliados durante el Saco de Roma de 1527 y quemados por el metal precioso que contenían, o distribuidos por Europa. A finales del siglo XX se reunió una colección a partir de varias series que fueron realizadas después de la primera, y fueron usados de nuevo en la Capilla Sixtina en 1983. Los tapices continúan utilizándose ocasionalmente en ceremonias de particular importancia. Los cartones o bocetos preparatorios para siete de los diez tapices son conocidos como Cartones de Rafael y se conservan en el Museo de Victoria y Alberto de Londres.
En este punto, toda la decoración seguía un programa iconográfico consistente. En el diseño para la bóveda ideado por Julio II, los retratos de los Papas hubieran quedado bajo los de los apóstoles, simbolizando la sucesión apostólica. Existe la teoría de que el diseño de la decoración fusionaba los dos Testamentos bíblicos, con el Antiguo profetizando el Nuevo, sintetizando de esta manera la lógica de la Biblia cristiana.
Sin embargo, esto fue alterado cuando posteriormente, Miguel Ángel recibió el encargo de decorar la pared del altar con el El Juicio Final, que realizó entre 1536 y 1541. Pintar este mural exigió que se eliminaran dos escenas de las Vidas (que representaban La Natividad y El Hallazgo de Moisés), varios de los Papas y dos lunetos de Ancestros.

## Frescos

### Frescos laterales

#### Pared sur
La pared sur está decorada con los frescos de La vida de Moisés, pintados entre 1481 y 1482. Partiendo desde el altar, son:
- Vuelta de Moisés a Egipto y circuncisión de Eliezer, de Pietro Perugino y ayudantes
- Pruebas de Moisés, de Sandro Botticelli y ayudantes
- Paso del Mar Rojo, de Cosimo Rosselli, Domenico Ghirlandaio o Biagio d'Antonio
- Descenso del monte Sinaí, de Cosimo Roselli y ayudantes
- Castigo de los rebeldes, de Sandro Boticelli
- Testamento y muerte de Moisés, de Luca Signorelli y Bartolomeo della Gatta

|                                                     |
| Vuelta de Moisés a Egipto y circuncisión de Eliezer |

|                   |
| Pruebas de Moisés |

|                   |
| Paso del Mar Rojo |

|                    |
| Descenso del Sinaí |

|                         |
| Castigo de los rebeldes |

|                               |
| Testamento y muerte de Moisés |

#### Pared norte
La pared norte alberga los frescos de La vida de Cristo, también pintados entre 1481 y 1482 y que incluyen:
- Bautismo de Cristo, de Pietro Perugino y ayudantes
- Tentaciones de Cristo, de Sandro Boticelli
- Vocación de los Apóstoles, de Domenico Ghirlandaio y ayudantes
- Sermón de la montaña, atribuido a Cosimo Rosselli
- Entrega de las llaves a San Pedro, de Pietro Perugino
- La Última Cena, de Cosimo Rosselli

|                    |
| Bautismo de Cristo |

|                       |
| Tentaciones de Cristo |

|                           |
| Vocación de los Apóstoles |

|                      |
| Sermón de la montaña |

|                                   |
| Entrega de las llaves a San Pedro |

|             |
| Última Cena |

#### Pared oeste
En la pared oeste hay dos frescos que sustituyen a los originales, pintados por Ghirlandaio y Luca Signorelli respectivamente, que fueron destruidos por el hundimiento del arquitrabe de la puerta en 1522:
- Resurrección de Cristo, de Hendrick van den Broeck (1572), sobre el original de Ghirlandaio
- Disputa sobre el cuerpo de Moisés, de Mateo Pérez de Alesio (1574), sobre el original de Luca Signorelli

|                        |
| Resurrección de Cristo |

|                                   |
| Disputa sobre el cuerpo de Moisés |

### Frescos de Miguel Ángel

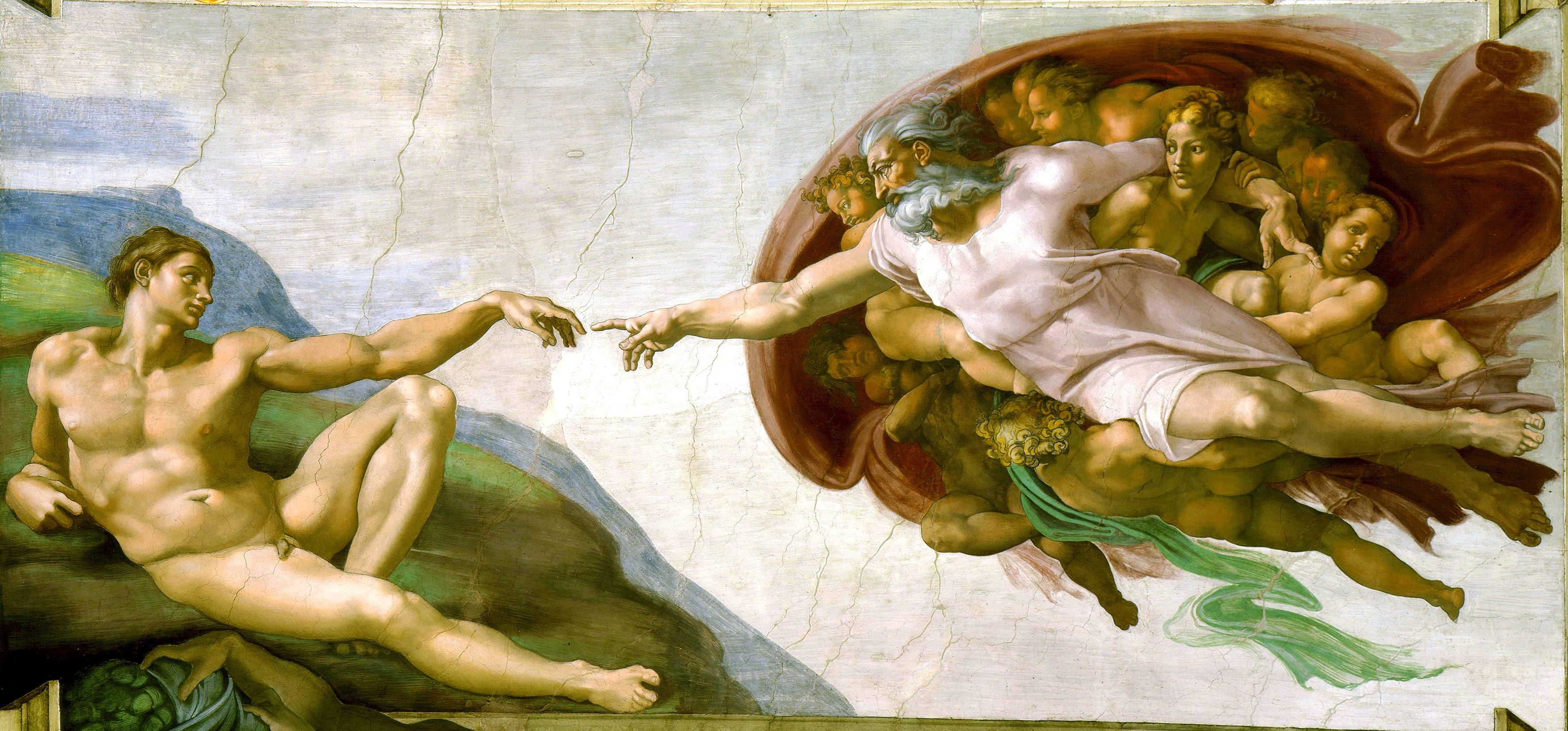
La creación de Adán, la más famosa de las imágenes de la bóveda.

En 1508, Miguel Ángel recibió el encargo de Julio II de repintar el techo de la capilla. Originalmente estaba pintado como un cielo azul con estrellas doradas. El trabajo comenzó el 10 de mayo de 1508 y se prolongó hasta el 31 de octubre de 1512. Años más tarde, Miguel Ángel pintó también El Juicio Final sobre la pared del altar, entre 1536 y 1541, por encargo de Paulo III.
Miguel Ángel quedó intimidado por las dimensiones del encargo y dejó claro desde el principio que prefería rechazarlo. Él se consideraba escultor antes que pintor, y sospechaba que algunos de sus rivales habían aconsejado al papa que le encargase un proyecto de tan gran escala para verle fracasar. Para Miguel Ángel, el proyecto era solo una distracción de su trabajo como escultor de mármol, que le había mantenido ocupado durante los años previos.
Las fuentes de inspiración de Miguel Ángel no están fácilmente determinadas; teólogos joaquinistas y agustinianos estaban entre las influencias de Julio II. Tampoco se sabe en qué grado contribuyó su mano a la elaboración de cada una de las imágenes.

#### Bóveda

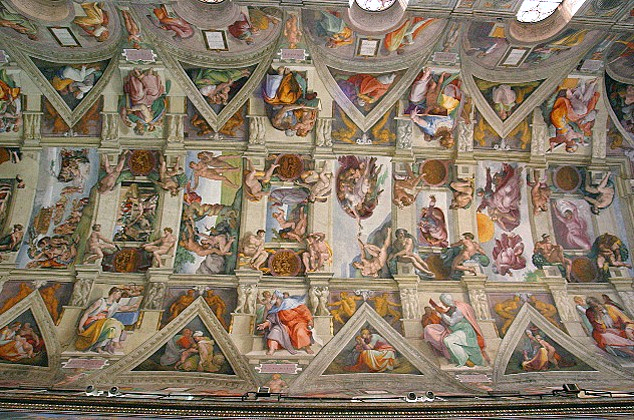
Fragmento de la bóveda de la Capilla Sixtina.

Para alcanzar el techo, Miguel Ángel necesitaba un soporte que fuera fácil de desmontar para no entorpecer las celebraciones en la capilla. La primera idea fue del arquitecto del papa, Donato Bramante, que diseñó un andamio colgado del techo con cuerdas. Miguel Ángel consideró esta idea totalmente inadecuada, ya que dejaría el techo agujereado una vez terminado el trabajo, y decidió diseñar el andamio él mismo. 

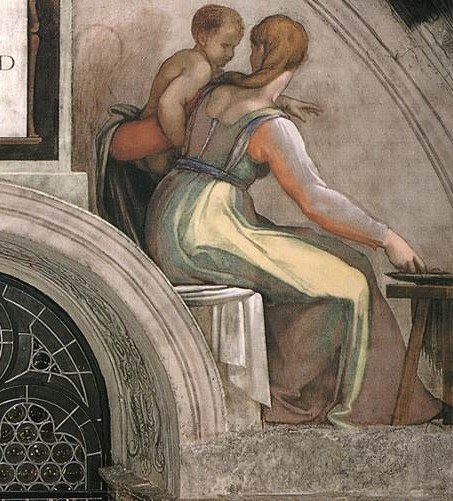
El lugar de sujeción del andamio se aprecia en este luneto.

El problema fue presentado al Papa, que autorizó a Miguel Ángel que construyera su propio andamio. Miguel Ángel creó una plataforma de tablas de madera sujetas sobre soportes creados a partir de agujeros de las paredes, a la altura de las ventanas. Al contrario de lo que se cree, no tenía que tumbarse sobre el andamio para pintar, sino que pintaba de pie.
Miguel Ángel usó colores vivos, fácilmente visibles desde el suelo. En los lunetos situados sobre las ventanas pintó a los antepasados de Cristo. Sobre ellos, en las pechinas, pintó en orden alternativo a los profetas y a las sibilas, con Jonás sobre el altar y Zacarías en el otro extremo. En la parte central pintó nueve escenas del Génesis. Originalmente solo se le encargó pintar doce figuras, los Apóstoles. Rechazó el trabajo porque él se consideraba escultor, no pintor. El papa le dio permiso para pintar las escenas y figuras bíblicas que él eligiera como compensación. Cuando terminó el trabajo, había pintado más de 300 figuras, que mostraban la Creación, Adán y Eva en el Jardín del Edén y el Diluvio Universal.
La bóveda tiene unas dimensiones de 40 metros de largo por 13 de ancho, lo que significa que la superficie pintada por Miguel Ángel ocupa unos 460 metros cuadrados.

#### El Juicio Final

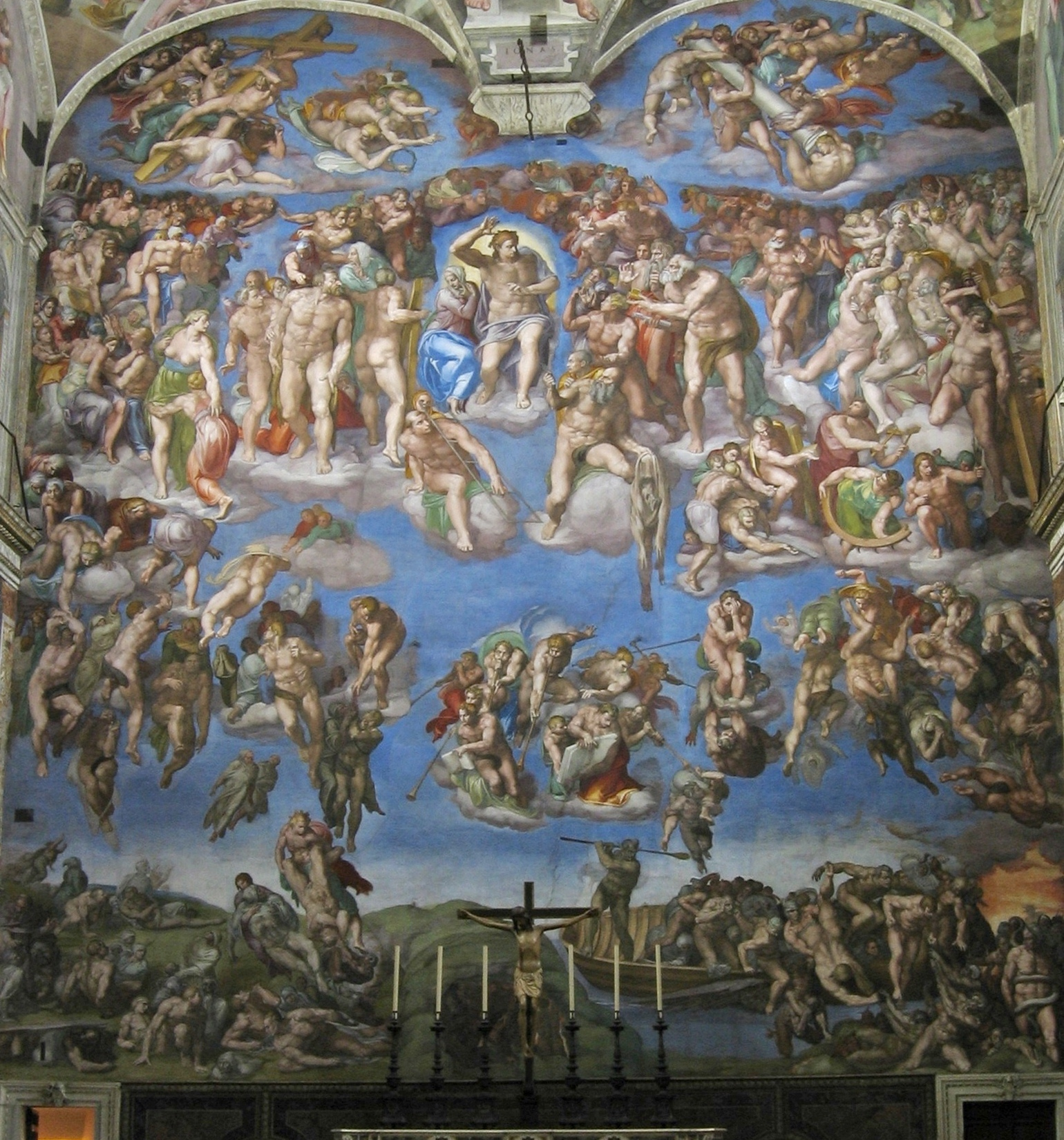
El Juicio Final.

El Juicio Final fue pintado por Miguel Ángel entre 1536 y 1541, tras el Saqueo de Roma de 1527 por las fuerzas mercenarias del Sacro Imperio Romano Germánico, que terminaron con el Renacimiento romano, poco antes del Concilio de Trento. El trabajo fue hecho en una gran escala, y ocupa toda la pared este, situada tras el altar de la capilla. El Juicio Final es una representación de la segunda venida de Cristo y el Apocalipsis. Las almas de la humanidad se elevan o descienden, juzgadas por Cristo. La pared en la que El Juicio Final está pintado se inclina ligeramente sobre el espectador en su parte alta, y está pensado así para que el fresco infunda temor y respeto al poder de Dios. A diferencia de los otros frescos de la capilla, las figuras son muy musculosas y parecen algo torturadas, incluso la Virgen María, en el centro junto a Cristo, parece estar encogida.
El Juicio Final fue objeto de disputa entre el cardenal Gian Pietro Carafa y Miguel Ángel. Como representó figuras desnudas, el artista fue acusado de inmoralidad y obscenidad. Carafa y Monseñor Sernini (embajador de Mantua) organizaron una campaña de censura (conocida como la "campaña de la hoja de parra") para borrar los frescos. Cuando el maestro de ceremonias del papa, Biagio da Cesena, dijo que era vergonzoso que en un lugar tan santo se hubieran representado todas esas figuras desnudas, y que era una decoración propia de un baño público o de una taberna, pero no de una capilla papal, Miguel Ángel le representó en el fresco como Minos, el juez del infierno. Se dice que cuando Cesena se quejó al Papa, el pontífice respondió que su jurisdicción no incluía el infierno, por lo que el retrato se mantendría.
Los genitales del fresco fueron cubiertos más tarde por el artista Daniele da Volterra, al que este trabajo le hizo ganarse el apodo de "Il Braghettone" ("El Pintacalzones").

## Restauración y controversia
Sin haber visto la Capilla Sixtina, uno no puede formarse una idea apreciable de lo que el ser humano es capaz de lograr.
Johann Wolfgang Goethe, 23 de agosto de 1787

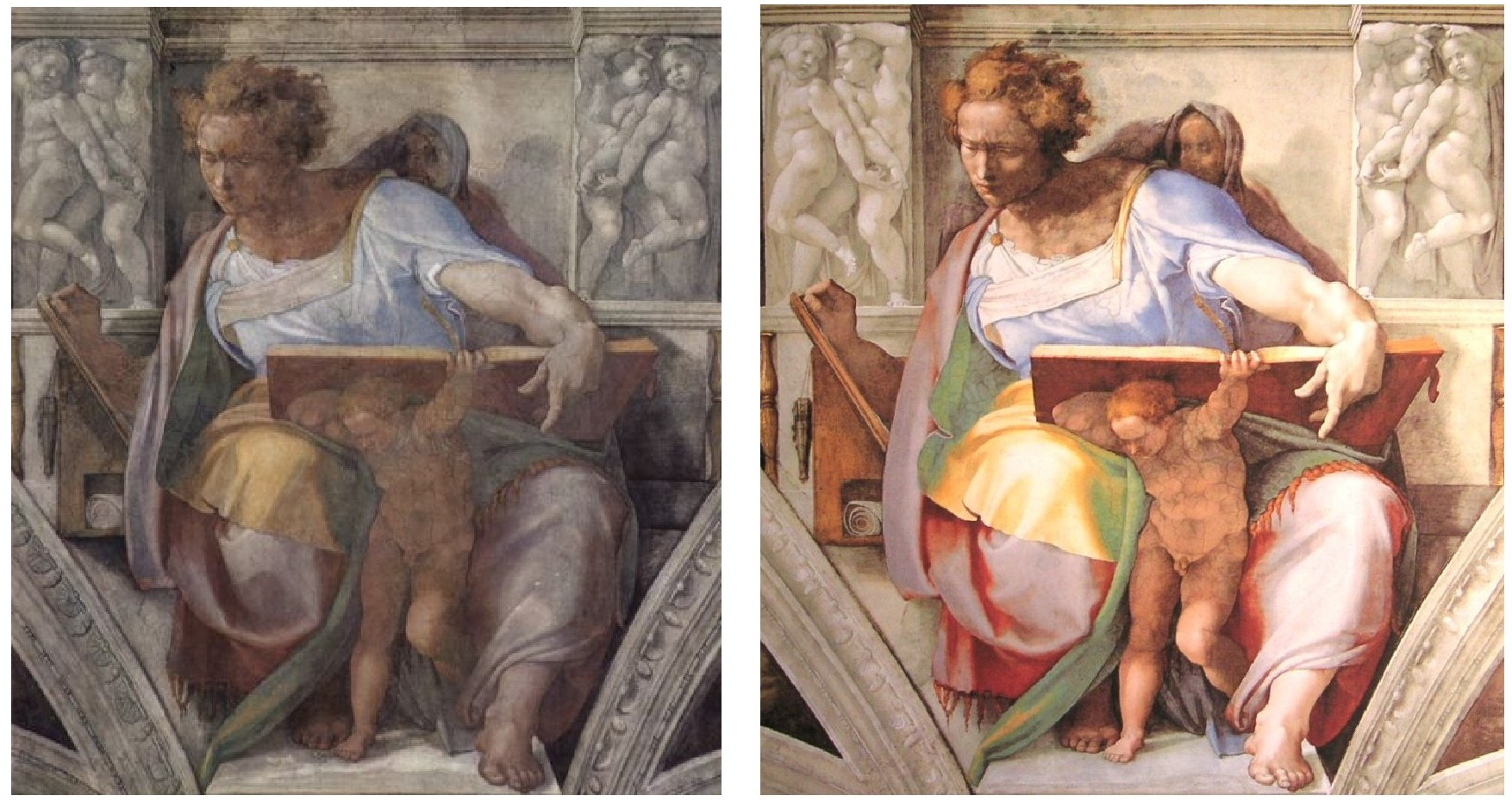
El profeta Daniel, antes y después de la restauración.

Entre junio de 1980 y octubre de 1984 se llevó a cabo la primera parte de la restauración de los frescos de la Capilla Sixtina, que consistió en trabajar en los lunetos pintados por Miguel Ángel. Después de esto, el trabajo se centró en la bóveda, que comenzó en noviembre de 1984 y fue completado en diciembre de 1989, y para finalizar se trabajó en El Juicio Final. Los restauradores montaron unos andamios sujetos a unos huecos en la pared a la altura de las ventanas, los mismos que había utilizado Miguel Ángel para sujetar su andamio. La restauración completada se mostró al público el 8 de abril de 1994, cuando Juan Pablo II la inauguró. La última parte fue la restauración de los frescos de las paredes, que fue aprobada en 1994 y develada el 11 de diciembre de 1999.
La parte de la restauración de la Capilla Sixtina que causó mayor preocupación fue el techo. La aparición de los colores brillantes de los antepasados de Cristo hizo temer que los procesos empleados en la limpieza eran demasiado fuertes y que iban a borrar el aspecto original de las pinturas. 
El problema estaba en el análisis y la comprensión de las técnicas usadas por Miguel Ángel, y la forma en la que los restauradores trabajarían sobre esas técnicas. Un examen detallado de los frescos de los lunetos convenció a los restauradores que Miguel Ángel trabajó exclusivamente en buon fresco, es decir, sobre yeso recién puesto y cada sección del trabajo se completó mientras el yeso se encontraba todavía fresco. En otras palabras, Miguel Ángel no trabajó a secco; no añadió detalles más tarde sobre el yeso ya seco.
Los restauradores también dejaron algunas pequeñas secciones sin limpiar (alrededor de El Juicio Final) para que se apreciara el contraste entre el estado de las pinturas antes y después de la restauración.
Los restauradores, sabiendo que el artista dio un enfoque completo de la pintura, dieron un enfoque completo a la restauración. Se decidió que toda la capa sombreada por la cola animal, el humo y la cera y las zonas repintadas estaban contaminadas de un modo u otro: los depósitos de humo, los primeros intentos de restauración y las pinturas de restauradores posteriores en un intento de dar vida a la apariencia de la obra. Basándose en esta decisión, según los datos de restauración que se han proporcionado, los científicos del equipo de restauración se decidieron por un disolvente, que efectivamente devolvió el techo a su capa de yeso impregnada de pintura. Después de este tratamiento, solo lo que se pintó a  buon fresco se mantendría.[cita requerida]